# American Silver Eagle

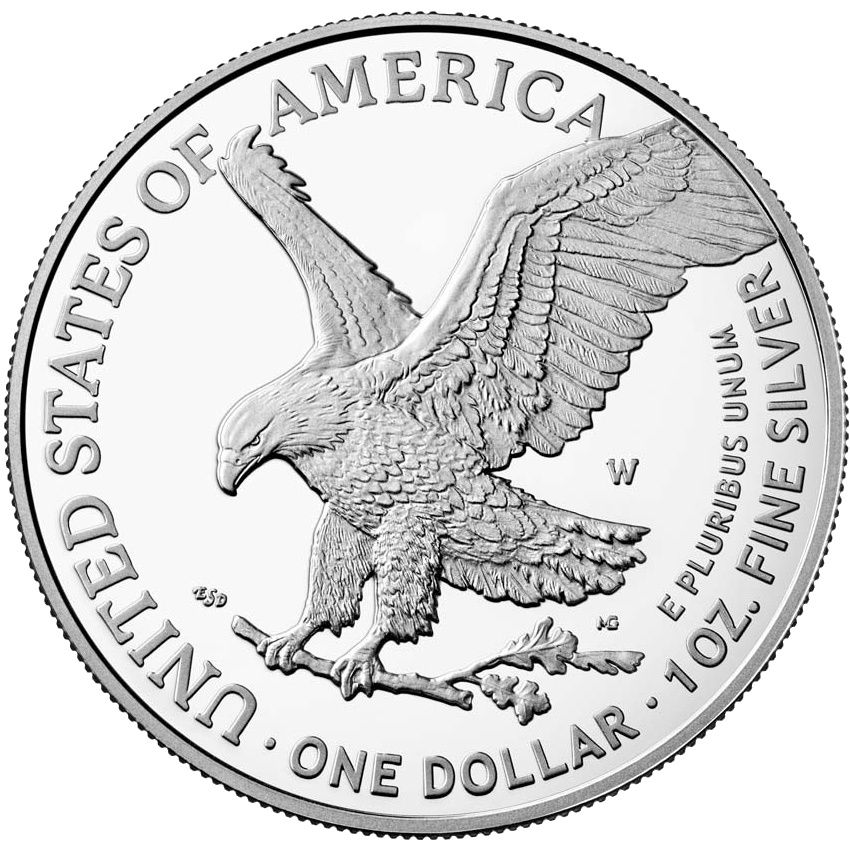
Ny baksida från 2021

American Silver Eagle är ett amerikanskt investeringsmynt i silver och har producerats sedan 1986. Det är en del av "American Eagle Coin Program" och har ett värde 1$, fast myntets metallvärde övergår detta.